# Lago Todos los Santos

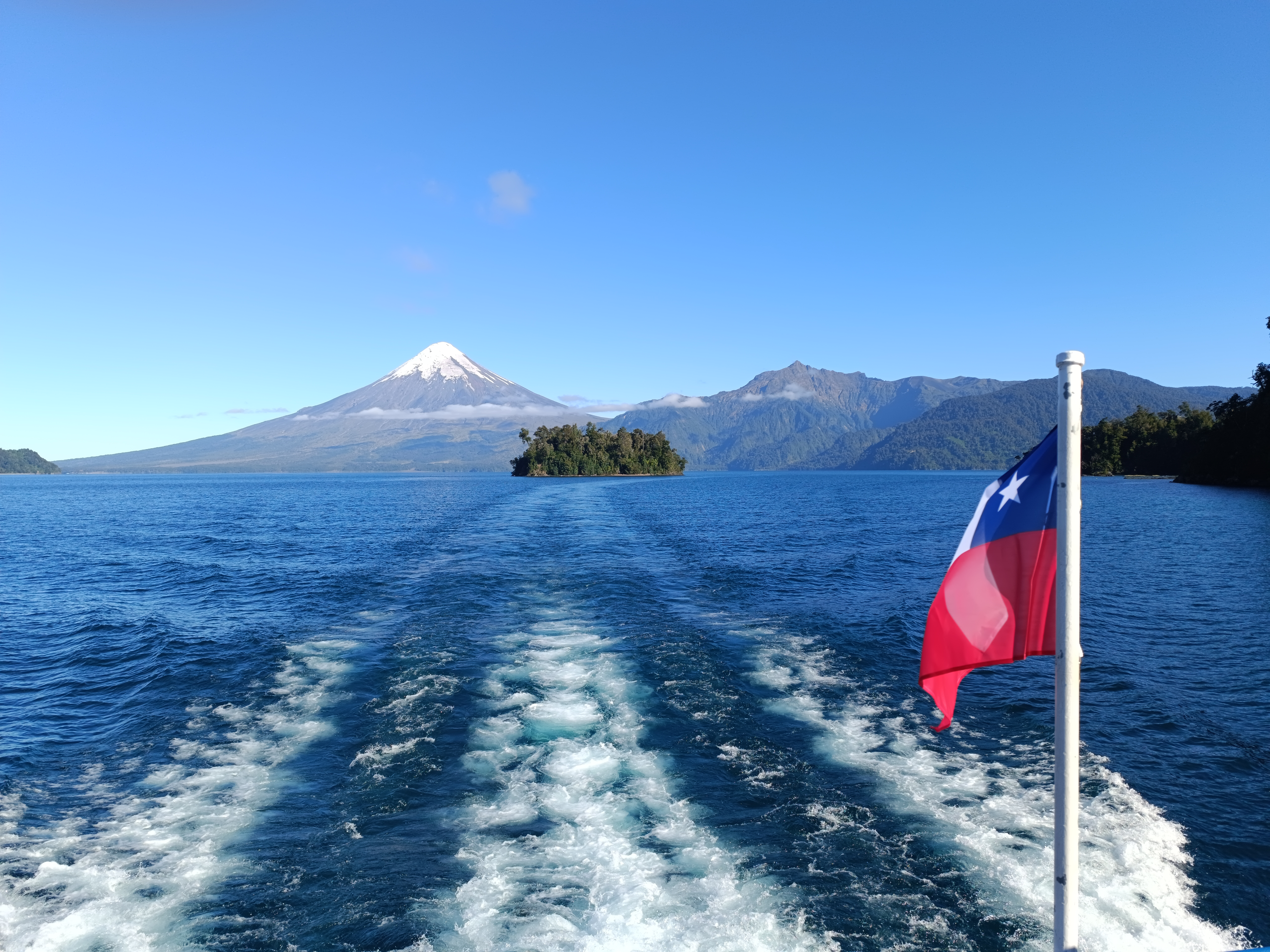
Segling på sjön Todos los Santos.

Lago Todos los Santos är en sjö i Chile.   Den ligger i regionen Región de Los Lagos, i den södra delen av landet, 900 km söder om huvudstaden Santiago de Chile. Lago Todos los Santos ligger 190 meter över havet. Arean är 179 kvadratkilometer. Den sträcker sig 20,1 kilometer i nord-sydlig riktning, och 32,0 kilometer i öst-västlig riktning.
I omgivningarna runt Lago Todos los Santos växer i huvudsak blandskog. Runt Lago Todos los Santos är det glesbefolkat, med 12 invånare per kvadratkilometer.